# Kim Jong-dal
Kim Jong-dal (kor. 김종달, ur. 28 maja 1946) – południowokoreański judoka. Olimpijczyk z Tokio 1964, gdzie zajął piąte miejsce w wadze ciężkiej.

## Letnie Igrzyska Olimpijskie 1964
| Konkurencja | Pierwsza runda          | Pierwsza runda          | Pierwsza runda       | Klas. końcowa |
| Konkurencja | Przeciwnik I            | Przeciwnik II           | Przeciwnik III       | Miejsce       |
| ----------- | ----------------------- | ----------------------- | -------------------- | ------------- |
| +80 kg      | Huang Yong-chun (TPE) Z | Nicola Tempesta (ITA) Z | Isao Inokuma (JPN) P | 5.            |